# Tsu (localitate)

Tsu (津市 Tsu-shi?) este un municipiu din Japonia, centrul administrativ al prefecturii Mie.

## Pesonalități născute aici
- Yoshihito Nishioka (n. 1995), jucător de tenis.